# Eauze
Eauze é uma atual freguesia (comuna) pertencente ao departamento de Gers, no sudoeste de França. A comuna tem 69,86 km² de área e em 2018 tinha 4 013 habitantes (densidade: 57,4 hab./km²). 

## História
Eauze deve o seu nome aos Elusates, tribo gaulesa aquitana. A sua antiga diocese, a diocese de Eauze (ou Elusa) foi unificada com a diocese de Auch provavelmente no século IX. O seu nome latino, Elusa, é semelhante ao de um antigo bispado na Palestina Salutar, província do Império Bizantino. A tradição atribui a fundação da cidade a São Paterno, consagrado bispo por São Saturnino, evangelizador da região que hoje compõe o departamento de Gers.

## Património
A Catedral de Eauze é dedicada a Santo Lupércio, que é dito ter sido ali bispo no século III antes de ter sido martirizado.

## Eventos
Eauze tem um mercado às quintas feiras de manhã e existe também um importante mercado de aves de capoeira e de coelhos.